# وودهی شرقی
وودهی شرقی (به انگلیسی: East Woodhay) یک روستا و محله مدنی در بریتانیا است که در Basingstoke and Deane واقع شده‌است. وودهی شرقی ۲٬۹۱۴ نفر جمعیت دارد.